# Winger (álbum)
Winger es el primer álbum de la banda norteamericana de Glam Metal Winger. Este álbum fue publicado por Atlantic Records en 1988 y producido por Beau Hill.
La música fue hecha para la radio, pero con un toque progresivo. Sus  letras, sin embargo, eran típicas de la época y del glam metal.
Este disco produjo una serie de éxitos en radio y video, incluyendo a "Headed for a Heartbreak" y "Seventeen" como los temas que alcanzaron los puestos # 19 y # 26 respectivamente en la tabla de sencillos Hot 100 de la revista Billboard. El 11 de febrero de 1989, el álbum logró el puesto número 21 en el Billboard 200, y desde entonces estuvo en la lista por 63 semanas, esta permanencia otorgó a Winger disco de platino en los Estados Unidos y disco de oro en Canadá y Japón.
El nombre de "Sahara" aparece en la sección inferior derecha de la portada del álbum. La banda inicialmente quería llamarse Sahara", pero ese nombre fue tomado por otra. A pesar de que en última instancia, se eligió el nombre de Winger, "Sahara" se mantuvo en la portada.
En apoyo del álbum, Winger fue gira por más de un año, con bandas como Bad Company, Scorpions, Cinderella, Bon Jovi, Poison, Skid Row y Tesla.
Aparte de las canciones también se realizaron videos de "Madalaine", "Hungry", "Seventeen" y "Headed for a Heartbreak".

## Lista de canciones
| N.º | Título                    | Escritor(es)        | Duración |  |
| 1.  | «Madalaine»               | Beach/Winger        | 3:44     |  |
| 2.  | «Hungry»                  | Beach/Winger        | 3:58     |  |
| 3.  | «Seventeen»               | Beach/Hill/Winger   | 4:05     |  |
| 4.  | «Without the Night»       | Beach/Taylor/Winger | 5:04     |  |
| 5.  | «Purple Haze» (Cover)     | Jimi Hendrix        | 3:39     |  |
| 6.  | «State of Emergency»      | Taylor/Winger       | 3:37     |  |
| 7.  | «Time to Surrender»       | Beach/Winger        | 4:10     |  |
| 8.  | «Poison Angel»            | Beach/Winger        | 3:24     |  |
| 9.  | «Hangin' On»              | Beach/Hill/Winger   | 3:35     |  |
| 10. | «Headed for a Heartbreak» | Winger              | 5:13     |  |
| 11. | «Higher and Higher»       | Beach/Winger        | 3:18     |  |

- La pista 11, "Higher and Higher", fue un bonus track del CD. No estuvo en las copias de casete del disco. También apareció en el lado B del sencillo "Madalaine". En estos años, los CD comenzaron a ser populares por lo que no era raro que incluyeran un bonus track de esta manera.

## Personal

### Banda
- Kip Winger – bajo, voz principal, guitarra, teclado
- Reb Beach – guitarra líder, voz secundaria
- Rod Morgenstein – batería, voz secundaria
- Paul Taylor – teclado, voz secundaria

### Músicos adicionales
- Dweezil Zappa – Guitarra rítmica, solo en "Purple Haze"
- Beau Hill – voz secundaria
- Ira McLaughlin – voz secundaria
- Sandra Park – instrumento de cuerda
- Rebecca Young – instrumento de cuerda
- Hae Young Ham – instrumento de cuerda
- Maria Kitsopoulos – instrumento de cuerda
- Brad Miskel - aportes adicionales
- Ron Feddor - aportes adicionales

### Personal técnico
- Beau Hill - productor, ingeniero
- Noah Baron, Jimmy Hoyson - asistente de ingeniero
- Bob Schwall, Bob Caputo - técnicos
- Stephen Benben - edición digital
- Ted Jensen - masterizado
- Dan Hubp - diseño de portada
- Steven Selikoff - fotógrafo

## Sencillos
- "Madalaine" / "Higher and Higher"
- "Seventeen" / "Hangin' On"
- "Headed for a Heartbreak" / "State of Emergency"
- "Hungry" / "Poison Angel"

## Posiciones en listas
Álbum
| Lista             | Máxima posición |
| ----------------- | --------------- |
| The Billboard 200 | 21              |

Sencillos
| Título                    | Máxima posición en Billboard Hot 100 | Máxima posición en Mainstream Rock Tracks |
| ------------------------- | ------------------------------------ | ----------------------------------------- |
| "Madalaine"               | —                                    | 27                                        |
| "Seventeen"               | 26                                   | 19                                        |
| "Headed for a Heartbreak" | 19                                   | 8                                         |
| "Hungry"                  | 85                                   | 34                                        |